# Zeitschrift für Antikes Christentum
Die Zeitschrift für antikes Christentum. Journal of Ancient Christianity (ZAC) ist eine internationale wissenschaftliche Fachzeitschrift. Die Beiträge behandeln Themen über das Christentum in seiner griechisch-römischen Umwelt aus der Antike. Die Zeitschrift setzt ihren thematischen Schwerpunkt bei den klassischen Altertumswissenschaften inklusive antiker Rechts- und Philosophiegeschichte, der Kirchengeschichte und der historischen Religionswissenschaft.
Die Zeitschrift für antikes Christentum wurde von den ersten Herausgebern Hanns Christof Brennecke und Christoph Markschies begründet, 1997 erschien der erste Band. Zum Herausgebergremium gehörten zu Beginn Susanna Elm, Karla Pollmann, Christoph Riedweg, Georg Schöllgen, Rowan Williams und Wolfgang Wischmeyer. Später rückte Volker Henning Drecoll ins Herausgebergremium auf und Lorenzo Perrone in den Herausgeberbeirat. Zunächst erschien die Zeitschrift in zwei Heften, seit 2007 in drei Heften mit zusammen etwa 600 Seiten. Beiträge erscheinen in der Regel auf Deutsch, Englisch, Französisch oder Italienisch und werden jeweils durch eine englische oder deutsche Zusammenfassung (Abstract) abgeschlossen. Die Zeitschrift ist in mehrere Unterpunkte gegliedert:
- Forschungsberichte
- Diskussion
- Aufsätze
- Miszellen
- Rezensionen
- Nachrichten und Termine
- Eingegangene Bücher.

Die Redaktion hat ihren Sitz am Lehrstuhl von Christoph Markschies an der Theologischen Fakultät der Humboldt-Universität zu Berlin.